# Algímia d'Alfara (kommunhuvudort)
Algimia de Alfara är en kommunhuvudort i Spanien.   Den ligger i provinsen Província de València och regionen Valencia, i den östra delen av landet, 290 km öster om huvudstaden Madrid. Algimia de Alfara ligger 180 meter över havet och antalet invånare är 959.
Terrängen runt Algimia de Alfara är huvudsakligen kuperad, men den allra närmaste omgivningen är platt. Runt Algimia de Alfara är det ganska tätbefolkat, med 65 invånare per kvadratkilometer. Närmaste större samhälle är Sagunto, 11,3 km sydost om Algimia de Alfara. 